# 兄弟门
《兄弟门》，又名“本是同根生”，由著名导演杨文军指导，吴秀波、文章主演，拍摄于2008年的大陆电视剧

## 演员阵容
| 角色       | 演员   | 角色介紹                                           |
| 金山       | 吴秀波 | 阿强，榮家老大                                     |
| 荣达彪     | 魏骏杰 | 阿牛，榮家老二                                     |
| 华小文     | 文章   | 榮家老三                                           |
| 齐小童     | 齐欢   | 小銅錢，在法國總會當小丑表演，23集成為金山妻子     |
| 王雅芳     | 吉祥   | 劉仁軒的繼室                                       |
| 何韬勃     | 秦焰   | 何爷                                               |
| 刘仁轩     | 姚安濂 | 本名王福良，當年在妻兒受威脅下滅了榮家門           |
| 刘安妮     | 陈蓉   | 劉仁軒（王福良）女兒                               |
| 高橋美智子 | 杜晓婷 | 金井的義女，以肖美智的假身份在報館工作，愛上榮達彪 |
| 查理       | 张政勇 | 金山近身手下，對金山忠心耿耿                       |
| 张锦豪     | 景松涛 |                                                    |
| 明空       | 陈佳   |                                                    |
| 华秀珍     | 白玉娟 | 华小文养母                                         |